# Dorylomorpha ussuriana
Dorylomorpha ussuriana är en tvåvingeart som beskrevs av Kuznetzov 1993. Dorylomorpha ussuriana ingår i släktet Dorylomorpha och familjen ögonflugor. Inga underarter finns listade i Catalogue of Life.